# Synema latissimum
Synema latissimum är en spindelart som beskrevs av Dahl 1907. Synema latissimum ingår i släktet Synema och familjen krabbspindlar.
Artens utbredningsområde är Togo. Inga underarter finns listade i Catalogue of Life.